# Toledo (Paraná)
Toledo je město v jižní Brazílii v západní části státu Paraná. Sousedí s městem Cascavel.
První osadníci dorazili do Toleda v roce 1946. Město bylo oficiálně stanoveno v roce 1951. Výrazná urbanizace města nastala v šedesátých a sedmdesátých letech. Zemědělství a zpracovatelské odvětví je důležité pro město a jeho okolí. Každý rok se zde koná Festa Nacional do Porco no roletou (Festival grilování vepřového masa), který každoročně navštíví více než čtyřicet tisíc návštěvníků.